# Tu quoque
Als tu-quoque-Argument (lateinisch tu quoque ‚auch Du‘) wird in der Rhetorik der Versuch bezeichnet, eine gegnerische Position oder These durch einen Vergleich mit dem Verhalten des Gegners zurückzuweisen. Douglas Walton klassifiziert es als Unterart des argumentum ad hominem. Es kommt oft als „Retourkutsche“ gegen moralische Argumente oder dem Pochen auf Normen zum Einsatz, da diese damit als Heuchelei dargestellt werden können.

## Logik und Rhetorik
Beim tu quoque  wird die Berechtigung infrage gestellt, eine Behauptung oder Vorschrift aufzustellen. Dabei wird in der Argumentation als moralisches Prinzip vorausgesetzt, dass man ein Verhalten oder eine Ansicht nicht verbieten kann, das man bei sich selbst oder anderen billigt.
BeispielA: „Du solltest weniger trinken.“
B: „Du trinkst doch selbst zu viel!“
In einem zweiten Schritt wird zudem behauptet, dass die aufgestellte Behauptung, da sie zu Unrecht vorgebracht wurde, falsch sei oder zumindest zurückgenommen werden muss und im weiteren Verlauf der Argumentation nicht verwendet werden darf.
Dieser zweite Schritt des tu-quoque-Arguments ist ein landläufig logischer Fehlschluss, da allein aus dem Fehlen der moralischen Berechtigung zu einer Forderung oder Behauptung nicht deren Falschheit folgt. Aber auch die moralische Berechtigung kann nicht wirksam bestritten werden, wenn der, dem das Argument entgegengehalten wird, seine Meinung oder sein Verhalten aus gutem Grund geändert hat oder eine Ausnahme geltend machen kann. Die Argumentationsfigur eignet sich vor allem dazu, die moralische Autorität zu untergraben. Ein tu-quoque-Argument ist daher umso wirkungsvoller, je mehr sich der Gegner als moralisch überlegen präsentiert hat.
Die allgemeinere rhetorische Figur, einen Missstand durch den Verweis auf einen anderen zu relativieren, wird in jüngerer Zeit als Whataboutism bezeichnet. Auch hier geht es oft um die moralische Berechtigung zu einer Behauptung oder Forderung, allerdings ist hier der Zusammenhang zwischen der Forderung und der Zurückweisung noch vager.
BeispielA: „Du solltest weniger trinken“
B: „Wir sollten uns erst einmal um den Abwasch kümmern.“
Generell ist es nicht einfach, gültige Fälle des Einsatzes von tu quoque von solchen zu unterscheiden, in denen es ein Scheinargument darstellt. Da für eine gültige Zurückweisung eines Normenvorschlags oder einer Bewertung durch ein tu quoque entscheidend ist, dass die zurückzuweisende Behauptung als unverträglich mit den geteilten Standpunkten oder denen des Gegenübers ist, hängt die Gültigkeit an der Frage, ab wann von so einer Inkonsistenz gesprochen werden kann. Ein Vorschlag für Kriterien betont, dass ein tu quoque nur dann gültig sein kann, wenn der Widerspruch sich innerhalb einer argumentativen Auseinandersetzung findet, die sich also unter denselben Streitgegenstand bezieht, unter denselben Regeln und geteilten Annahmen stand (die gerade bestrittene Annahme ausgenommen), der Gegner des tu quoque sich in derselben dialektischen Rolle befindet (z. B. Einbringen vs. Bestreiten der Argumentbehauptung) wie in dem Kontext, in dem er die bestrittene Annahme selbst vertreten oder verwendet hat.

## Rechtswissenschaft
Im Vertragsrecht verhindert der tu quoque-Einwand die Berufung auf die Einrede des nicht erfüllten Vertrags bei mangelnder eigener Vertragstreue. Als Tu-quoque-Grundsatz wird folgende Regel bezeichnet: Wer selbst nicht vertragstreu ist, soll aus der Vertragsverletzung des Gegners keine Rechte herleiten können. Wer den „Tu-quoque“-Einwand erhebt, hat seine Voraussetzungen darzulegen und zu beweisen (BGH, Urteil vom 13.11.1998 – V ZR 386/97, Leitsatz). Es obliegt dann dem Gegner, die Berechtigung seiner Lossagung darzulegen und zu beweisen.
Nach überwiegender Meinung enthält § 320 BGB als ungeschriebenes Tatbestandsmerkmal das Erfordernis der eigenen Vertragstreue des Schuldners. Sie steht deshalb nur demjenigen zu, der selbst vertragstreu ist. Wegen der synallagmatischen Verknüpfung von Leistung und Gegenleistung kann der Schuldner bei mangelnder Vertragstreue des Gläubigers seine Leistung verweigern. Dafür ist jedoch erforderlich, dass das Verhalten des Gläubigers nach Art und Tragweite geeignet ist, den Vertragszweck zu gefährden oder zu vereiteln. Ebenso ist etwa die Ausübung eines vertraglichen Rücktrittsrechts ausgeschlossen, wenn der Zurücktretende selbst nicht vertragstreu ist. Im Wettbewerbsrecht berechtigt ein unlauteres Verhalten der einen Partei die andere Partei nicht ihrerseits zu unlauterem Wettbewerb.
Im Völkerrecht spielt das tu-quoque-Argument im Zusammenhang mit dem dort herrschenden Prinzip der Reziprozität eine beachtliche Rolle.
Die Verteidigung im Nürnberger Prozess gegen die Hauptkriegsverbrecher nach dem Zweiten Weltkrieg machte als Strafausschließungsgrund geltend, dass auch die Alliierten Angriffskriege geführt und Kriegsverbrechen begangen hätten. Dies wurde abgewiesen, da man hier die jeweiligen nationalen Gerichte zuständig sah.